# Kap Chavanne
Kap Chavanne ist eine markante, teilweise eisfreie Landspitze mit einem auffällig kuppelförmigen Ausläufer am Südende. Sie liegt östlich der Mündung des Breitfuß-Gletschers in das Mill Inlet an der Foyn-Küste des Grahamlands auf der Antarktischen Halbinsel.
Luftaufnahmen des Gebiets entstanden bei der Ronne Antarctic Research Expedition (1946–1947). Zur selben Zeit nahm der Falkland Islands Dependencies Survey eine Vermessung vor und benannte das Kap nach dem österreichischen Geographen und Polarautoren Josef Chavanne (1846–1902).